# Список пресмыкающихся Норвегии
Список пресмыкающихся Норвегии
В Норвегии представлены три вида ящериц, три вида змей, не менее одного вида морских черепах.

## Черепахи(Testudines)
- Семейство Кожистые черепахи (Dermochelyidae)[* 1]
  - Род Кожистые черепахи (Dermochelys)[* 2]
    - Вид Кожистая черепаха (Dermochelys coriacea);

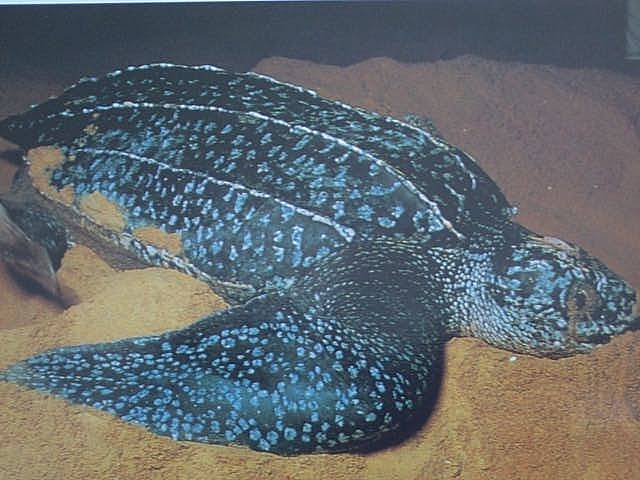
Кожистая черепаха

## Ящерицы(Sauria)
- Семейство Веретенициевые (Anguidae)
  - Род Веретеницы (Anguis)
    - Вид Веретеница ломкая, или Медяница (Anguis fragilis);
- Семейство Настоящие ящерицы (Lacertidae)
  - Род Зелёные ящерицы (Lacerta)
    - Вид Прыткая ящерица (Lacerta agilis);

  - Род Лесные ящерицы[* 3]
    - Вид Живородящая ящерица (Zootoca vivipara);

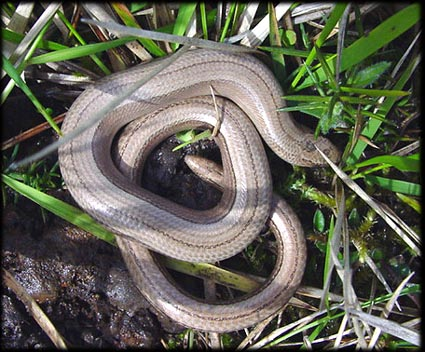
Веретеница ломкая
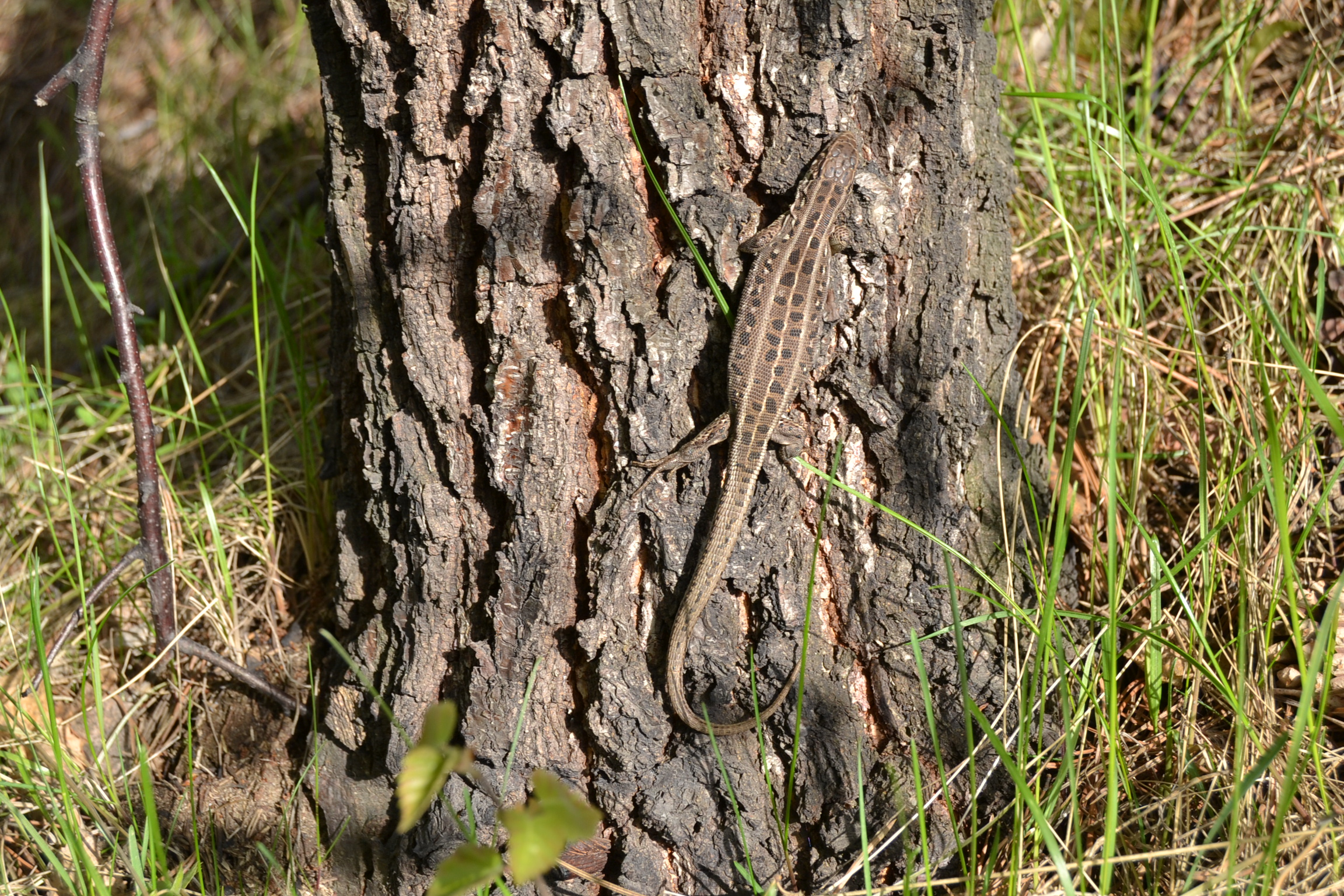
Прыткая ящерица
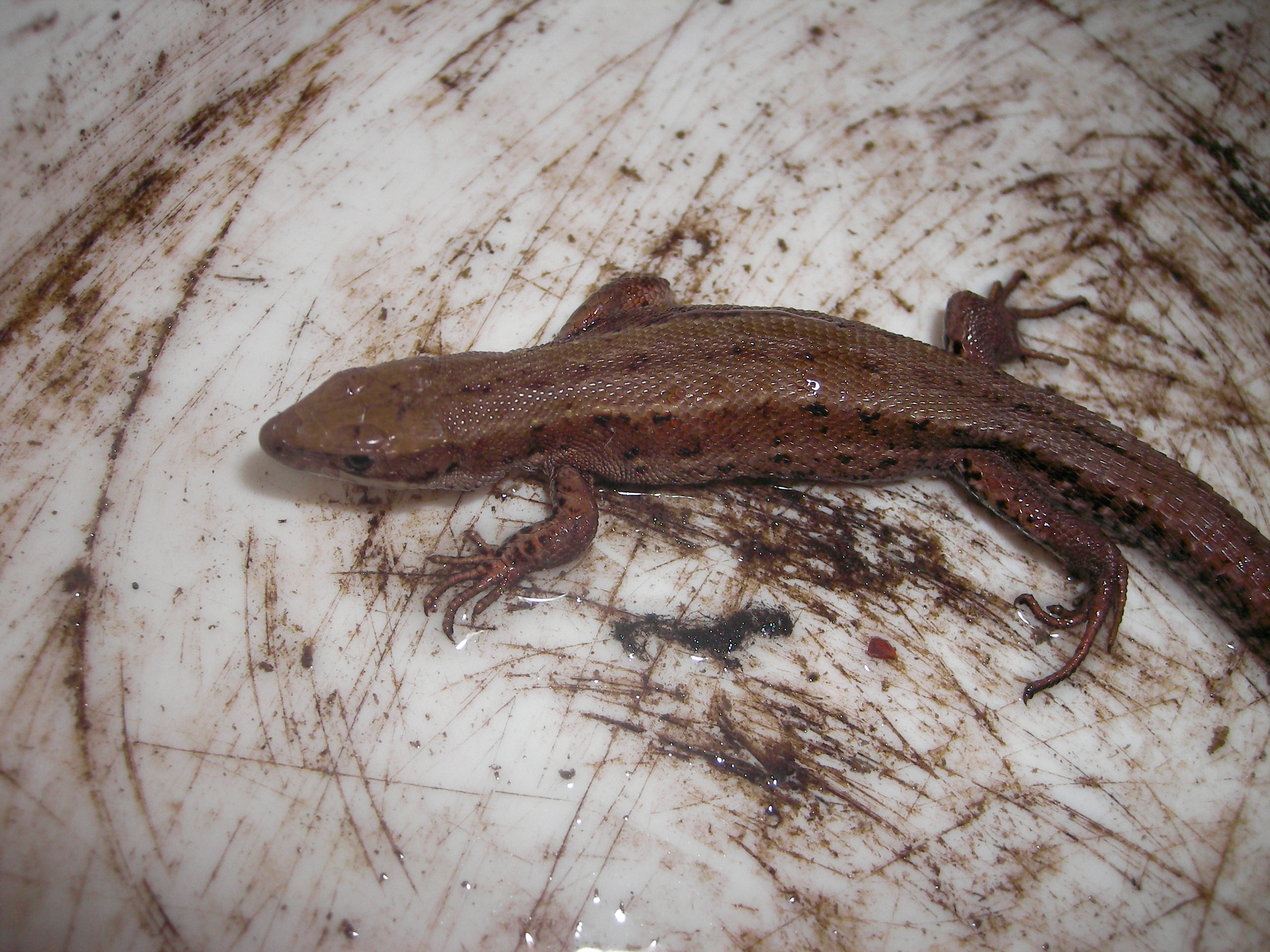
Живородящая ящерица

## Змеи(Serpentes)
- Семейство Ужеобразные (Colubridae)
  - Род Медянки (Coronella)
    - Вид Обыкновенная медянка (Coronella austriaca);

  - Род Настоящие ужи (Natrix)
    - Вид Обыкновенный уж (Natrix natrix);
- Семейство Гадюковые змеи, или гадюки (Viperidae)
  - Род Гадюки, или настоящие гадюки (Vipera)
    - Вид Обыкновенная гадюка (Vipera berus);

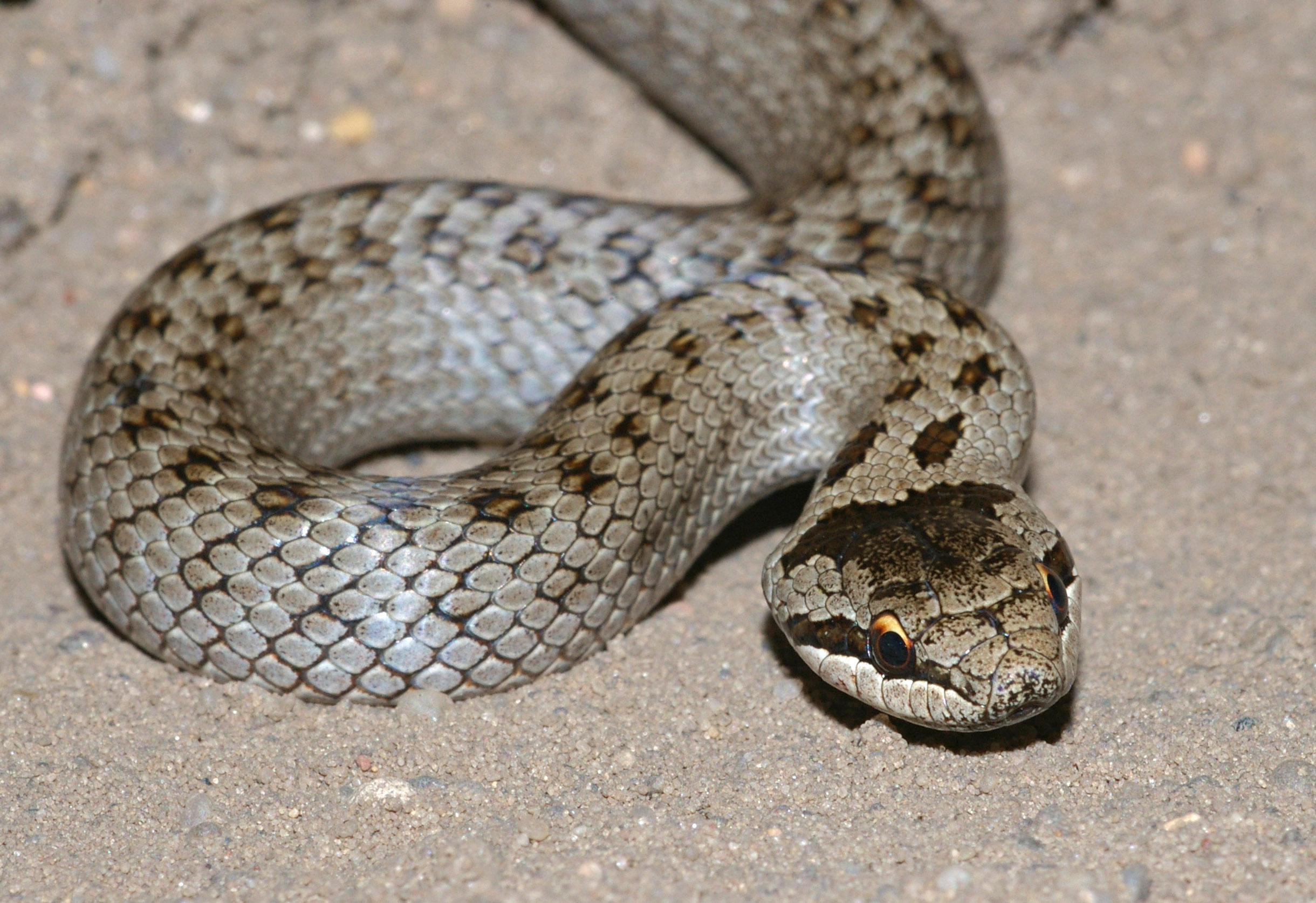
Обыкновенная медянка
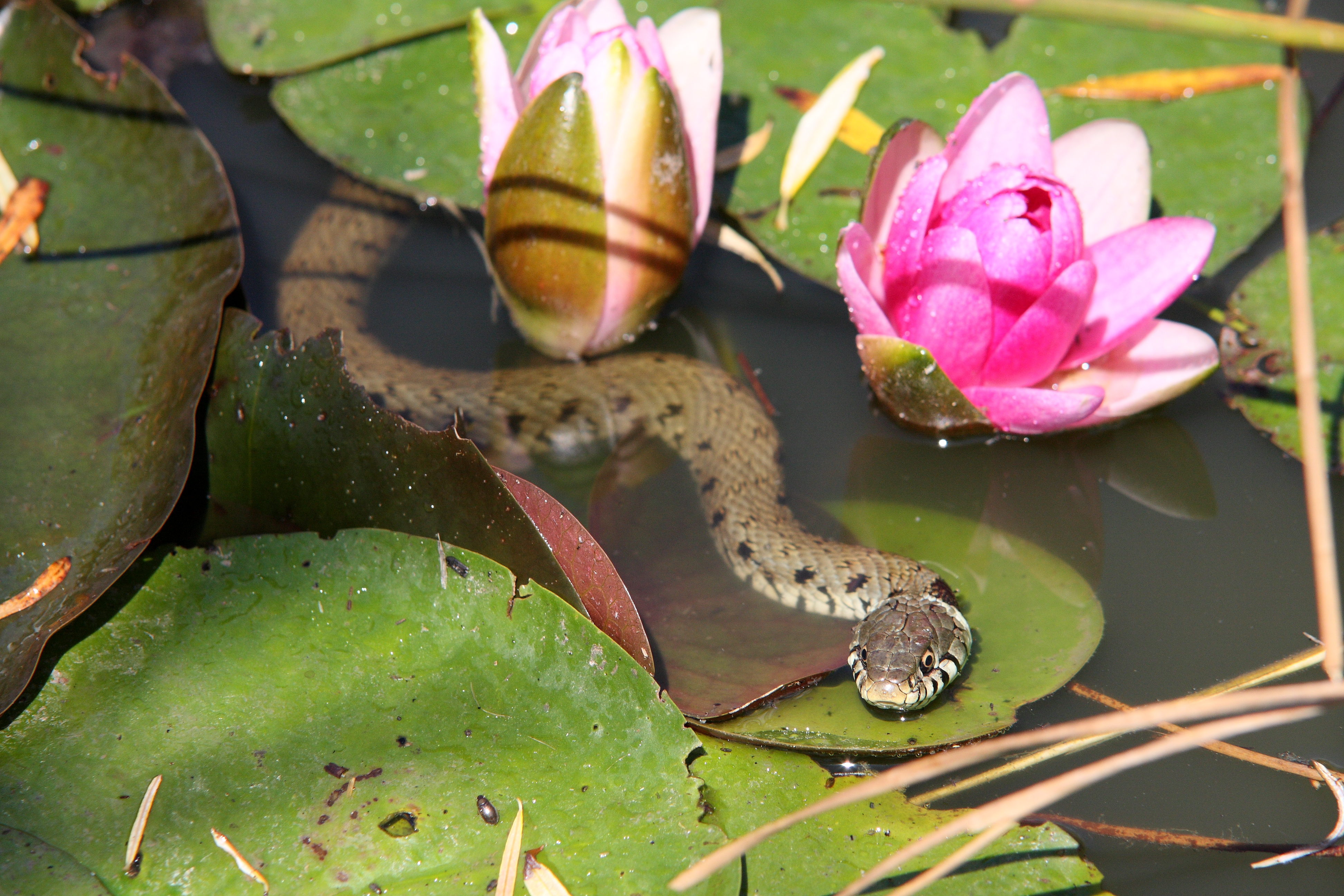
Обыкновенный уж
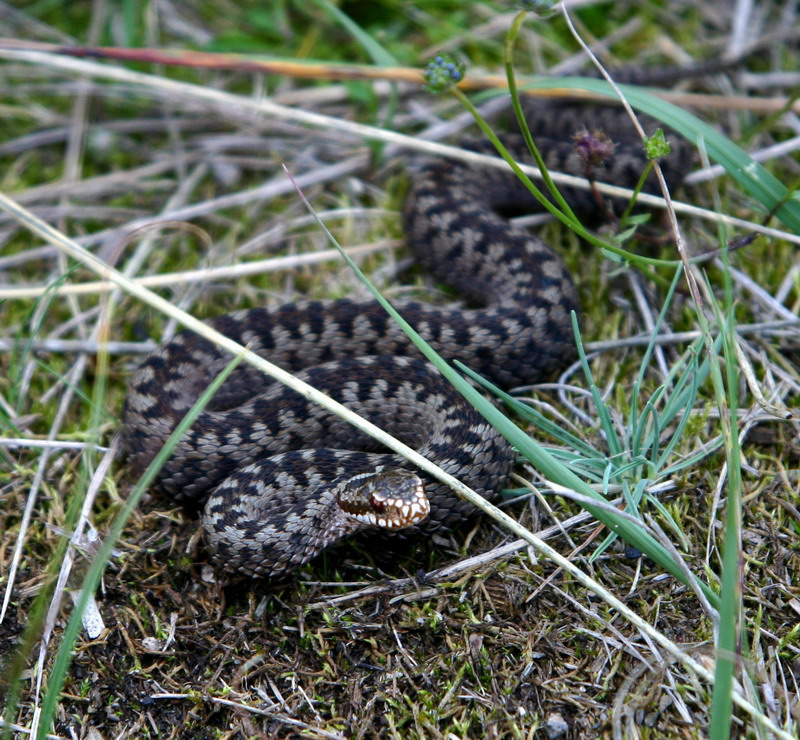
Обыкновенная гадюка

## Комментарии
1. ↑  Семейство содержит один род
2. ↑  Род содержит один вид
3. ↑  В роде один вид